# Саудівсько-іракська нейтральна зона

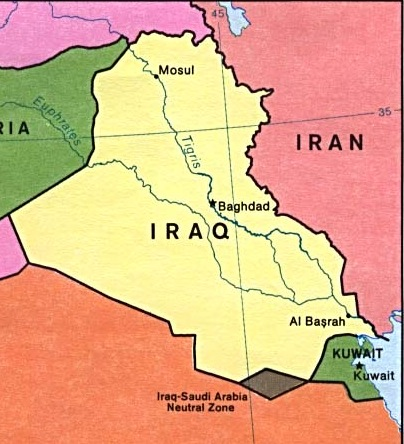
Саудівсько-іракська нейтральна зона

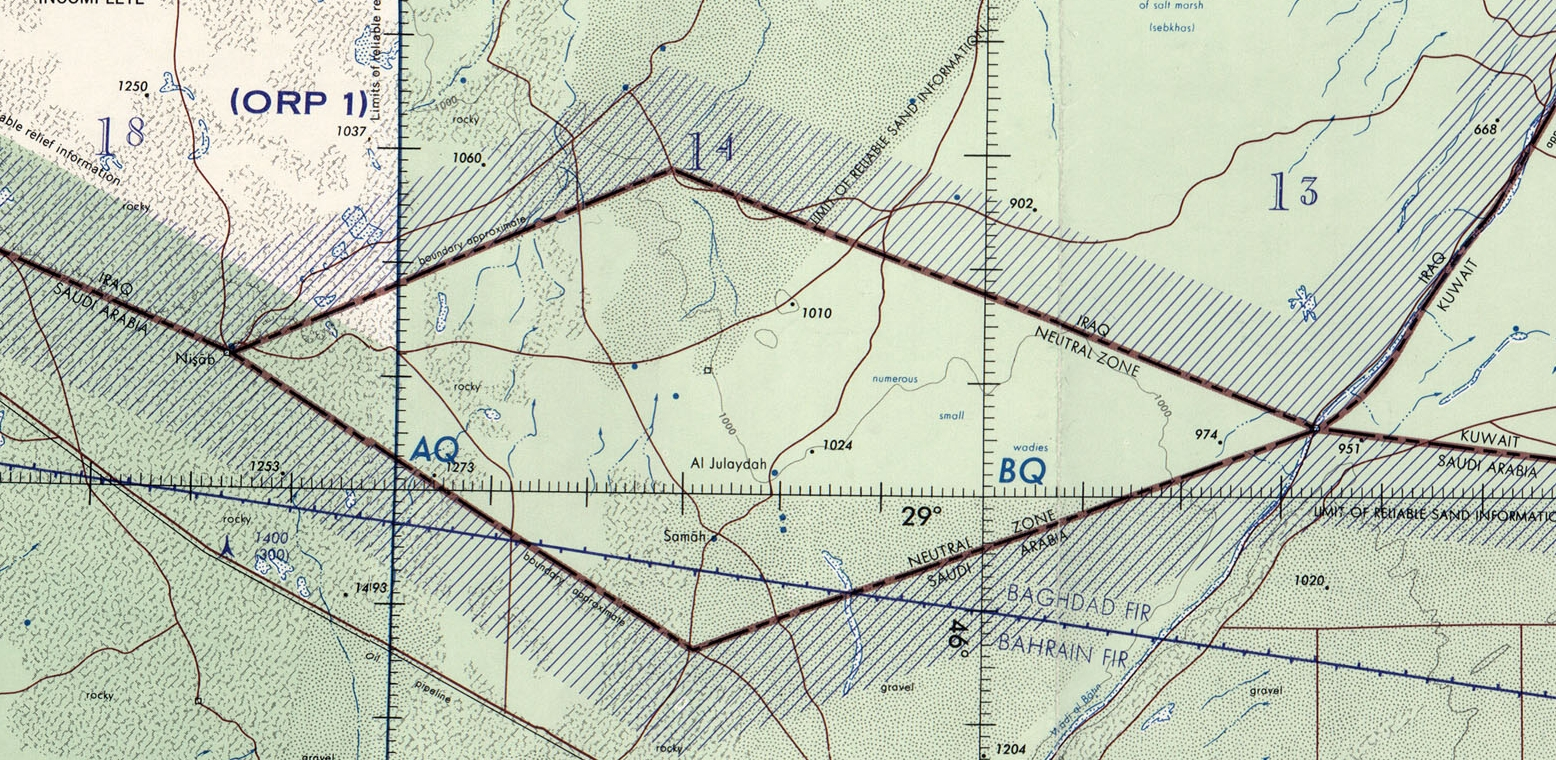
Топографічна карта нейтральної зони

Саудівсько-іракська нейтральна зона — територія розміром 7 044 км² на кордоні між цими двома державами. Договір від 5 травня 1922 передбачив конфлікт, що наближався між Великою Британією, яка тоді керувала Іраком, і королівством Неджд, яке потім стало Саудівською Аравією, завоювавши королівство Хіджаз. Остаточна розмітка кордонів не була обговорена в цьому договорі. У наступному договорі від 2 грудня 1922 визначена велика частина кордонів та створена нейтральна зона. У договорі йшлося про те, що управляти та користуватися зоною можуть як Саудівська Аравія, так і Ірак. 
За договором, в зоні не можна було будувати військові споруди та постійні споруди, а народи двох країн повинні були мати безперешкодний доступ до її ресурсів. 
Угода про розділення зони досягнута в 1975, а договір про кордони укладений в 1981 і ратифікований в 1983. З невідомої причини, договір не зафіксований в ООН, і ніхто за межами Саудівської Аравії та Іраку не був сповіщений про те, де проходить нова межа. Під час Війни в Перській затоці Ірак скасував всі міжнародні домовленості з Саудівською Аравією, починаючи з 1968. 
Саудівська Аравія, у свою чергу, зареєструвала в ООН факт скасування усіх договорів про кордони з Іраком в червні 1991. Тоді нейтральна зона офіційно припинила своє існування. 
У минулому, нейтральна зона мала ISO 3166-1 код NT і NTZ. Ці коди були скасовані в 1993. Існувала також нейтральна зона між Саудівською Аравією та Кувейтом (теж виникла в грудні 1922), однак, ця зона не мала коду ISO 3166, оскільки була розділена в 1969, до того, як в 1974 були прийняті коди ISO 3166.